# Championnats du monde de biathlon 1973
Les Championnats du monde de biathlon 1973 se tiennent à Lake Placid (États-Unis), du 2 au 4 mars 1973. Ce sont les premiers mondiaux organisés hors d'Europe.

## Résultats
| Épreuve            | Or                                                                              | Argent                                                            | Bronze                                                                         |
| 20 km individuel H | Alexandre Tikhonov                                                              | Gennadiy Kovalev                                                  | Tor Svendsberget                                                               |
| Relais 4×7,5 km H  | Union soviétique Alexandre Tikhonov Rinnat Safin Yuri Kolmakov Gennady Kovalyev | Norvège Tor Svendsberget Esten Gjelten Ragnar Tveiten Kjell Hovda | Allemagne de l'Est Dieter Speer Manfred Geyer Herbert Wiegand Günther Bartnick |

## Tableau des médailles
| Médailles | Pays               | Or | Argent | Bronze | Ensemble |
| --------- | ------------------ | -- | ------ | ------ | -------- |
| 1         | Union soviétique   | 2  | 1      | 0      | 3        |
| 2         | Norvège            | 0  | 1      | 1      | 2        |
| 3         | Allemagne de l'Est | 0  | 0      | 1      | 1        |